# Theresianische Militärakademie

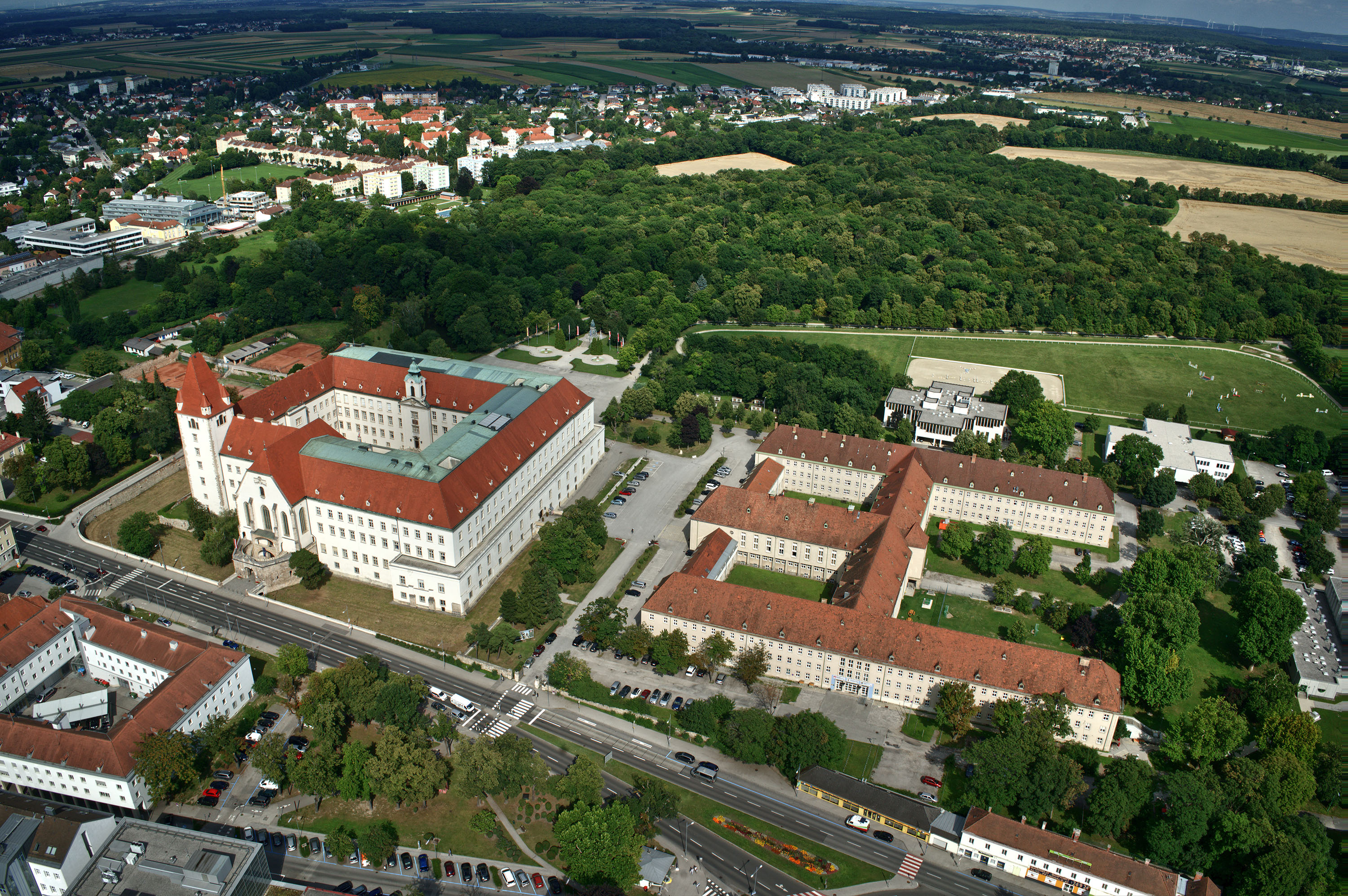
Luftaufnahme des Campus der Theresianischen Militärakademie

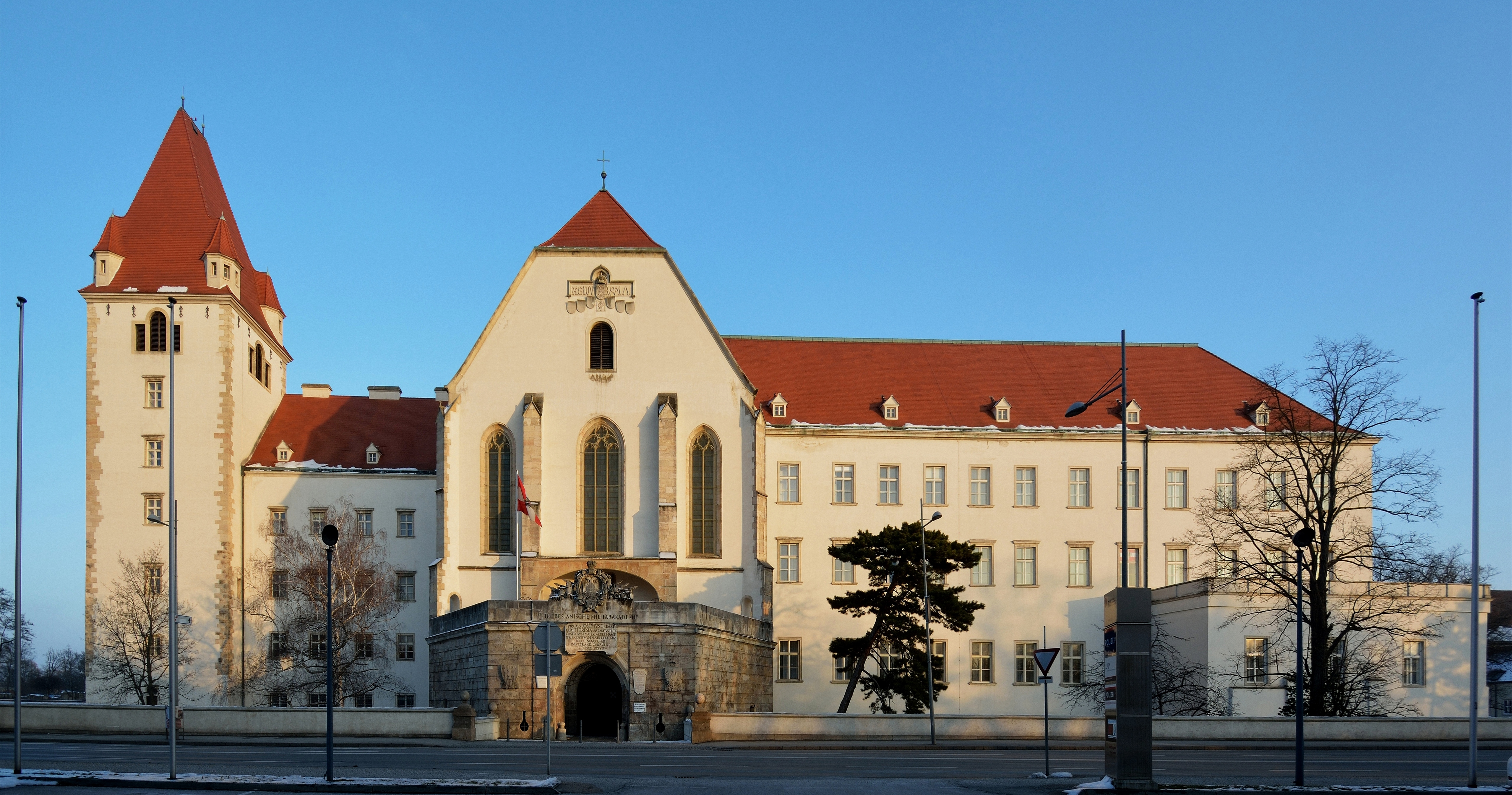
Burg von Wiener Neustadt

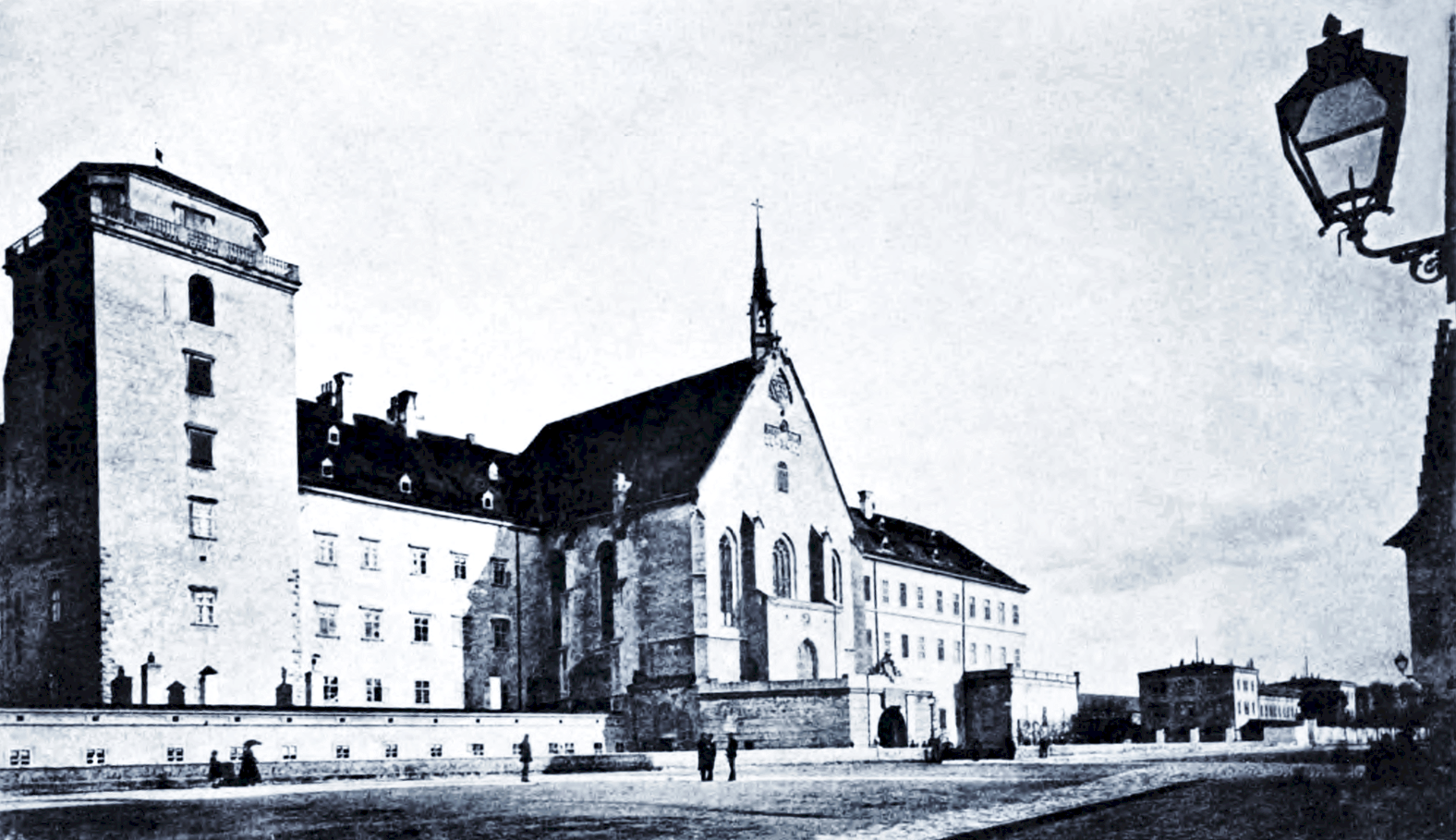
Theresianische Militärakademie vor 1870

Theresianische Militärakademie, Parkansicht, vor 1894

Die Theresianische Militärakademie (kurz TherMilAk, lateinisch Alma Mater Theresiana, englisch Theresian Military Academy) ist die einzige Ausbildungsstätte für Truppenoffiziere des österreichischen Bundesheeres. Sie befindet sich in der Burg in Wiener Neustadt (Niederösterreich).

## Geschichte
Die katastrophale Situation der österreichischen Armee während des österreichischen Erbfolgekrieges hatte Maria Theresia bald davon überzeugt, dass nur eine totale Reform des Militärwesens einen Wandel zu Österreichs Gunsten herbeiführen könne. Einen Wandel, der nicht zuletzt darin bestehen musste, dass das auf einer Art des adeligen Kriegsunternehmertums beruhende Inhabersystem weitgehend zurückgedrängt und das Heerwesen verstaatlicht wurde.
Zur Heranbildung der Offiziere sollte die Errichtung einer allgemeinen militärischen Lehranstalt dienen. Am 14. Dezember 1751 erging die entsprechende Bekanntmachung durch den Hofkriegsrat an die Landesgeneralkommanden. Darin wurde mitgeteilt, dass die Kaiserin mit „allerhöchster Entschließung geruht habe, die Errichtung einer Militärakademie in der landesfürstlichen Burg in der Wiener Neustadt anzuordnen“. Dieser Tag gilt als der Gründungstag der Theresianischen Militärakademie und wird daher alljährlich mit dem „Stiftungsfest“ feierlich gewürdigt. Die Theresianische Militärakademie ist somit die älteste aktive, durchgängig der Offiziersausbildung gewidmete Militärakademie der Welt.
Denkwürdig ist, dass das Gebäude seit 1752 – mit Ausnahme des Zeitraumes März 1940 – Juni 1942 und nach der beinahe vollständigen Zerstörung während des Zweiten Weltkrieges – durchgängig die Militärakademie beherbergte, wogegen die 1741 gegründete Royal Military Academy Woolwich 1939 geschlossen wurde. Die Royal Military Academy Sandhurst, gegründet 1947, setzt nur in ideeller Hinsicht die Tradition ihrer Vorgängerakademie fort. In Wiener Neustadt wurden dagegen seit 1752 fast durchgängig pro Jahr je 100 Adelige und 100 Bürgerliche aufgenommen. Auch die Offiziere der Österreich-Ungarischen Armee wurden bis 1918 hier ausgebildet.
Historisch nicht belegt, aber dennoch Ausbildungsleitlinie bis heute, ist der Auftrag, den Maria Theresia dem Feldzeugmeister Leopold Joseph Graf von und zu Daun, dem ersten Kommandanten, erteilte „Mach er tüchtige Offiziere und rechtschaffene Männer daraus!“.
Am 11. November 1752 wurde mit 191 Offiziersanwärtern der Ausbildungsbetrieb aufgenommen. Die Zöglinge bildeten das „adelige Cadeten-Corps“. Die Anstalt selbst erhielt die Bezeichnung „Adeliges Cadetenhaus“. Die Bezeichnung als „Academie“ erfolgte erst ab 1765, nachdem auf der Fassade des Uhrturms im Osttrakt der Burg eine Marmortafel mit einer Inschrift zur Erinnerung an die Gründung angebracht wurde, in der das Wort „Academiam“ vorkam.
Bereits 1771 erschien ein vom Lokaldirektor Feldmarschallleutnant Johann Georg Carl Freiherr von Hannig ausgearbeiteter geregelter Studienplan und 1775 das von Maria Theresia sanktionierte Akademie-Reglement. Die Ausbildungszeit betrug damals elf Jahre und wurde schrittweise auf drei Jahre verkürzt.
Der berühmte steirische Erzherzog Johann von Österreich war 44 Jahre (von 1805 bis 1849) Oberdirektor der Theresianischen Militärakademie.
In der ersten Republik wurde die Ausbildung bis 1934 in Enns durchgeführt und anschließend wieder in Wiener Neustadt. Eine Besonderheit in der Zeit zwischen dem Austrofaschismus und dem Anschluss ist die Weigerung des Generalmajors Rudolf Towarek (1933–1938 Kommandant der Militärakademie), die Burg der in Österreich einmarschierten deutschen Wehrmacht zu übergeben. Er ließ die Wache mit aufgepflanztem Bajonett aufmarschieren und verweigerte so der Wehrmacht mehrere Tage den Zutritt zur Burg. Diese Tat hatte bis auf seine Pensionierung keine negativen Auswirkungen auf Generalmajor Towarek, er erhielt sogar die Erlaubnis, nach seiner Pensionierung weiterhin die österreichische Uniform zu tragen.
Mit dem 6. April 1938 wurde in Berlin die „Umstellung der Ausbildung der Theresianischen Militärakademie“ eingeleitet. Die Akademie wurde zu einer „Kriegsschule“ der deutschen Wehrmacht, und es kam zum Ausbau der Infrastruktur. In diesem Rahmen wurde unter anderem zum Beispiel der Park der Kriegsschule („Akademiepark“) ab dem 15. November 1938 für die Zivilbevölkerung gesperrt, da man das militärische Übungsgelände ausdehnte. Außerdem wurde ein Wohngebäude auf dem Akademieparkgelände errichtet, das der neue Kommandant der „Kriegsschule“ in Wiener Neustadt, mit seiner Frau und seinem Sohn, bewohnten sollte: Erwin Rommel. Rommel war vom 10. November 1938 bis zum 22. August 1939 Kommandant.
Von Oberst Erwin Rommel, dem späteren Generalfeldmarschall, wurde nach dem Anschluss eine Kriegsschule für die Offiziersausbildung eingerichtet, die zuerst von Generalmajor Karl Moyses und ab 10. November 1938  von Rommel selbst geleitet wurde. In dieser Zeit erfolgte auch eine Erweiterung der Infrastruktur. Südlich der Burg wurde ein Lehrgangsgebäude errichtet, die heutige Daun-Kaserne. Weiter südlich wurden 13 Wohnhäuser für Offiziere und Unteroffiziere, sowie am Knollteich die Villa für den Schulkommandanten gebaut. Im nördlichen Teil des Akademieparks wurde ein Schwimmbad, der Vorläufer des heutigen Akademiebades, errichtet.
Gegen Ende des Zweiten Weltkriegs wurde die Burg durch Fliegerbomben, Brände und Plünderungen fast vollkommen zerstört. Sie brannte im April 1945 innerhalb von fast 8 Tagen restlos aus. Die übrig gebliebene Ruine wurde beim Wiederaufbau in den Jahren 1946 bis 1959 in ihrer historischen Form wiederhergestellt, das Innere jedoch den zeitlichen Erfordernissen angepasst. So konnte die Militärakademie im Jahr 1958 von Enns, wo nach der Gründung des Bundesheeres im Jahr 1955 die Offiziersausbildung durchgeführt wurde, nach Wiener Neustadt zurückkehren.

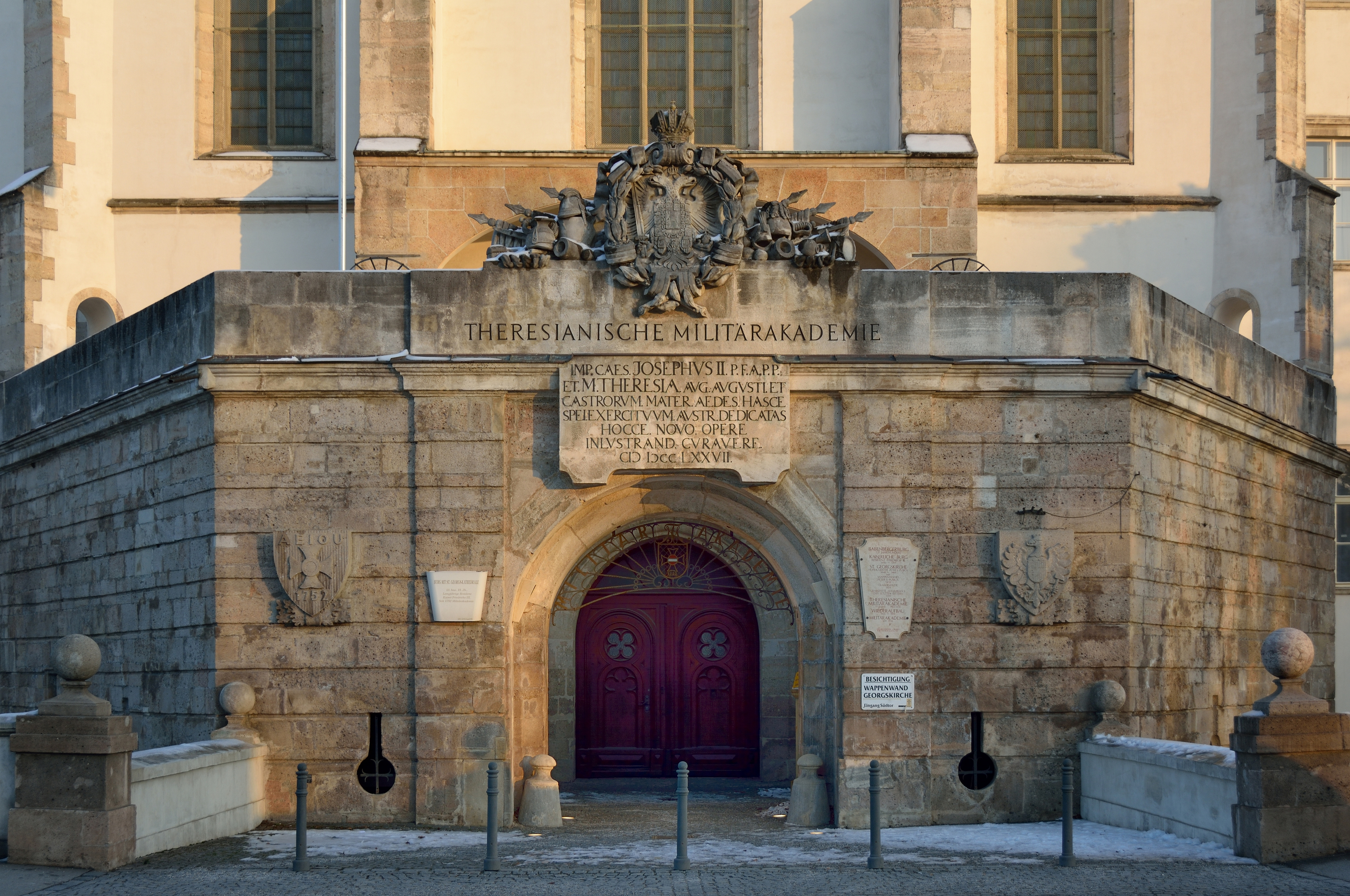
Hauptportal der Theresianischen Militärakademie

Im Wiener Heeresgeschichtlichen Museum ist das Fahnenband der ersten Fahne der Militärakademie ausgestellt. Es wurde von Maria Theresia knapp vor ihrem Tod 1780 für die erste Fahne gestiftet, angeblich soll sie es persönlich bestickt haben. Unter dem Fahnenband befinden sich zwei Bilder (Gouachen) von Bernhard Albrecht (1758–1822). Albrecht war Zeichenlehrer der Militärakademie und schilderte auch die Zöglinge bei ihren militärischen und sportlichen Übungen. So zeigen die Bilder Szenen wie „Übungsschießen mit Mörsern“ und „Balancierübungen der Kadetten auf dem hohen Balkensteg“. Die Blätter sind zwischen 1785 und 1793 entstanden.
Der aktuelle Kommandant ist Generalmajor Karl Pronhagl.
Am 3. Februar 2023 erfolgte der Spatenstich zu einer Erweiterung des Campus der Militärakademie. Um rund 36,5 Millionen Euro sollen bis Oktober 2024 ein Unterkunftsgebäude für 220 Soldaten und ein Wirtschaftsgebäude mit Küche und Speisesaal sowie Werkstätten (Tischlerei, Schneiderei, Schusterei, Sattlerei) errichtet werden.

## Gliederung
Die Theresianische Militärakademie gliedert sich in:
- Stabsabteilung
- Institut für Offiziersausbildung
- Institut für Offiziersweiterbildung
- Entwicklungsabteilung
- Schulbataillon

Zur Erfüllung ihrer Aufgaben wird die Theresianische Militärakademie unmittelbar unterstützt durch:
- Militärisches Service Zentrum 5
- Betriebsstaffel Burg
- Truppenärztliche Ambulanz Burg
- Rektorat St.-Georgs-Kathedrale

Diese Dienststellen befinden sich zwar am Campus der Militärakademie, sind aber organisatorisch nicht Teil der Theresianischen Militärakademie.

## Funktionen
Die TherMilAk dient mehreren Funktionen: der Heranbildung zur Truppenoffiziersausbildung geeigneter Maturanten, der Truppenoffiziersausbildung, der Offiziersweiterbildung, der fächerübergreifenden Ausbildungskooperation sowie verschiedenen Repräsentationszwecken des Bundesheeres und der Stadt Wiener Neustadt.

### Schulausbildung
Die auf dem Campus der Militärakademie gelegene Daunkaserne bildete die Heimat für das ehemalige Bundesrealgymnasium für Berufstätige sowie das Militärrealgymnasium und beheimatet seit 2019 die BHAK für Führung und Sicherheit.

#### Bundesrealgymnasium für Berufstätige
Zwischen 1959 und 2012 gab es das Bundesrealgymnasium für Berufstätige (BRGfB). Chargen und Unteroffizieren sollte im Sinne des Zweiten Bildungswegs eine Weiterqualifizierung im Dienst und somit die Möglichkeit zum Aufstieg in eine Offizierslaufbahn ermöglicht werden. Vor allem durch Einführung der Zulassungsprüfung für Unteroffiziere wurde dieser Bildungsweg obsolet.

#### Militärrealgymnasium
Das Bundesoberstufenrealgymnasium an der Theresianischen Militärakademie, genannt „Militärrealgymnasium“ oder kurz MilRG, war eine von September 1965 bis 2017 existierende militärisch geführte Bildungseinrichtung mit angeschlossenem Internat. Es stand in gewisser Weise in der Tradition des österreichischen Militärschulwesens und dessen Kadettenanstalten. Organisatorisch waren die Schüler Teil des Schulbataillons.

#### BHAK für Führung und Sicherheit
Am 2. September 2019 wurde die Bundeshandelsakademie für Führung und Sicherheit an der Theresianischen Militärakademie in Wiener Neustadt offiziell eröffnet.

### Truppenoffiziersausbildung
Insgesamt wurden 3.576 Truppenoffiziere an der Theresianischen Militärakademie seit ihrer Wiedereröffnung im Jahr 1958 ausgebildet. Im Abschlussjahrgang 2003 schlossen die ersten vier Frauen die Ausbildung an der Militärakademie positiv ab. Deren einzige weibliche Vorgängerin war 1797 Francesca Scanagatta.
Nach dem Zweiten Weltkrieg war die Truppenoffiziersausbildung durchgängig allein dem Offiziersnachwuchs vorbehalten. Seit 1997 gibt es neben dem Truppenoffizierslehrgang die akademischen Standards folgenden Fachhochschulstudiengänge. Während der Ausbildung tragen die Offiziersanwärter den Dienstgrad Fähnrich, werden aber auch als „Militärakademiker“ oder „MAk“ bezeichnet. Nach bestandenem Abschluss erfolgt die Ausmusterung zur Truppe als Leutnant.
Eine Besonderheit der Fachhochschulstudiengänge ist hierbei die Möglichkeit, an der intensiven Ausbildung im Studiengang auch als Zivilhörer/ziviler Militärakademiker teilzunehmen. Dieser Bildungsweg ist europaweit und international selten.

#### Aufnahmebedingungen
Um für die Militärakademie in Wiener Neustadt zugelassen zu werden, ist neben der Hochschulreife auch das Bestehen des Auswahl- und Aufnahmeverfahrens nötig. Dieses besteht aus der Teilnahme an der Kaderanwärterausbildung 2/Jäger/Berufsoffiziersanwärter sowie dem Aufnahmeverfahren in den Fachhochschul-Bachelorstudiengang Militärische Führung bzw. Fachhochschul-Bachelorstudiengang Militärische informations- und kommunikationstechnologische Führung. Die Zivilhörer des FH-Bachelorstudiengangs nehmen hierbei nur am einwöchigen Aufnahmeverfahren in den Studiengang teil.

#### FH-Bachelorstudiengang Militärische Führung
Das dreijährige intensive Studienprogramm, welches mit dem akademischen Grad Bachelor of Arts der Militärischen Führung (englisch BA Military Leadership) abschließt, dient zur Vermittlung der Fähigkeiten als Truppenoffizier im Allgemeinen. Dazu gehören unter anderem nationale und internationale Truppenpraktika, aber auch Auslandssemester in West Point, Saint-Cyr oder an der Offizierschule des Heeres in Dresden sind vorgesehen.

#### FH-Bachelorstudiengang Militärische informations- und kommunikationstechnologische Führung (FH-BaStg Mil-IKTFü)
Waren es einst Feldtelefon und einige wenige Funkgeräte, die der Kommunikation innerhalb von militärischen Einheiten dienten, so sind es heute digitale Funksysteme und komplexe Computernetzwerke. Diese erhöhen Führungs- und Einsatzfähigkeit, Effektivität und Effizienz, gleichzeitig steigern sich aber auch die Komplexität und die Risiken durch Angriffe auf diese IKT-Systeme. Um diesen Herausforderungen gerecht zu werden, wurde die Ausbildung der Offiziere der Fachrichtung IKT neu gestaltet. An der Militärakademie wurde dazu der Fachhochschul-Bachelorstudiengang Militärische informations- und kommunikationstechnologische Führung (FH-BaStg Mil-IKTFü) entwickelt. Diese Ausbildung soll die zukünftigen IKT-Offiziere zu Experten für den Einsatz von IKT-Systemen, der Elektronischen Kampfführung sowie zu Spezialisten für den Betrieb und die Überwachung von militärischen Einsatznetzwerken befähigen. Diese neue Ausbildungsschiene hat im Herbst 2022 begonnen.

#### Truppenoffizierslehrgang
Der Truppenoffizierslehrgang findet vor und zwischen den einzelnen Semestern des Fachhochschul-Bachelorstudienganges Militärische Führung statt. Er dient der Vermittlung der notwendigen Fähigkeiten als Zugskommandant, sowohl mit Grundkenntnissen der infanteristischen Einsatzführung als auch mit Fachwissen im Bereich der selbst gewählten Waffengattung. Dazu gehören u. a. eine anspruchsvolle sportliche Leistungsförderung, Fahrschulausbildung sowie Gebirgsausbildung.
Organisatorisch sind die Offiziersanwärter Teil des Akademikerbataillons, welches sich in die einzelnen Jahrgänge aufteilt. Von besonderer Bedeutung ist die Pflege des Zusammenhalts der Jahrgänge. Dabei benennen jene sich selbst nach denkwürdigen Schlachten und vorbildhaften Offizieren, vorzugsweise Trägern des Militär-Maria-Theresien-Ordens, welche in den Jahrgangsabzeichen dargestellt werden und so die zukünftigen Offiziere in ein Traditions-Kontinuum mit der österreichischen (k.u.k.-)Militärvergangenheit einordnen.

### Offiziersweiterbildung
Die TherMilAk dient in einem abgetrennten Institut der Weiterbildung der Offiziere des Bundesheeres unterhalb der ausgebildeten Führungsebenen der Landesverteidigungsakademie. Auch Milizoffiziere und Zivilbedienstete des Bundesheeres werden hier weitergebildet.

### Fächerübergreifende Ausbildungskooperation
Jährlich ist die TherMilAk Austragungsort verschiedener fächerübergreifender Ausbildungsmaßnahmen in Kooperation mit Polizei, Katastrophenschutz, Rettung und der FH Wiener Neustadt.

### Repräsentation
Die TherMilAk dient regelmäßig als Austragungsort internationaler Reitsportturniere. Die Veranstaltungen werden vom Heeresreitsportverein Theresianische Militärakademie organisiert. Ebenso finden an der TherMilAk nationale sowie internationale Meisterschaften im Militärischen Fünfkampf statt. Jährlich im Januar bildet der Ball in der Burg ein zentrales Ereignis der Stadt Wiener Neustadt, auch finden mehrmals im Jahr Konzerte und Kulturveranstaltungen in der Burg statt, etwa das Burghofkonzert zur jährlichen Ausmusterung. Im Rahmen des Tags der Offenen Tür können zahlreiche Interessierte der Umgebung, v. a. Schulklassen, aber auch Touristen die Militärakademie besuchen. Für besonders Interessierte werden von Bundesheer-Mitarbeitern Burgführungen angeboten.

## Tradition
Zentrale Elemente der TherMilAk bilden der Schriftzug A.E.I.O.U., der Akademiering, der Schwur „Treu bis in den Tod!“, der Militär-Maria-Theresien-Orden, sowie die jährliche Ausmusterung.

### A E I O U
Im Abzeichen der TherMilAk findet sich der Schriftzug A.E.I.O.U. – das Besitzzeichen Friedrichs III. In dessen Zeit fiel die Ausgestaltung der Burg in die annähernd heutige Form. Der Schriftzug A.E.I.O.U. ist an mehreren Stellen der Burg zu sehen.

### Akademiering
1957 erhielt die Theresianische Militärakademie ein Abzeichen. Der damalige Akademiekommandant, Oberst Josef Heck, wollte jedoch noch ein weiteres verbindendes Zeichen. Erstmals sollen im Jahre 1898, anlässlich des 50-jährigen Regierungsjubiläums Kaiser Franz Josephs I., Akademieringe zur Verleihung gelangt worden sein. Der Tradition aus der Zeit der k. u. k. Theresianischen Militärakademie folgend, beauftragte Oberst Heck daher seinen Adjutanten mit dem Entwurf zu einem Akademiering.
Als Stiftungstag des wiedereingeführten Akademieringes gilt der 18. Juni 1957, der 200-jährige Gedenktag der Gründung des Militär-Maria-Theresien-Ordens.
Erstmals wurde dieser Ring im Zuge der Ausmusterung im Jahr 1957 verliehen. Im Ring-Oval zeigt er das 1957 geschaffene Wappen der Militärakademie. Es gibt ihn in zwei Ausfertigungen: In Gold und in Silber. In Silber erhalten ihn alle Absolventen der Militärakademie am Tag ihrer Ausmusterung, In Gold wird er an den Jahrgangsersten sowie an den Akademiekommandanten, Lehroffiziere und Personen, die sich um die Militärakademie verdient gemacht haben, überreicht.
Die Verleihungskriterien sind in den Satzungen für den Akademiering geregelt. Diese wurden zuletzt im Jahr 2020 überarbeitet.

### Militär-Maria-Theresien-Orden
Von zentraler Bedeutung für die Philosophie der Truppenoffiziersausbildung der TherMilAk ist der Militär-Maria-Theresien-Orden. Die ihm unterliegenden Verleihkriterien werden auch mit Initiative, Selbstständigkeit und in weiterer Folge Auftragstaktik verbunden. Sowohl im Siegelring, im Akademieabzeichen als auch in den Jahrgangsabzeichen der Absolventenjahrgänge ist das Kleinod des Ordenszeichens abgebildet. In zahlreichen öffentlichen Veranstaltungen wird Bezug auf ihn genommen.
In Verbindung mit Grundgedanken der Inneren Führung wurde um 2014 unter Führung von Studiengangsleiter Brigadier Karl Pichlkastner das Theresianische Führungsmodell als Richtschnur der Truppenoffiziersausbildung auf Grundlage der Philosophie des Militär-Maria-Theresien-Ordens konzipiert.

### Treu bis in den Tod!
Anlässlich des Festaktes zur Verabschiedung des jeweiligen Ausmusterungsjahrganges von der Militärakademie leisten die neuen Leutnante gegenüber ihrer Ausbildungsstätte den Schwur „Treu bis in den Tod!“. Er ist traditionell auch auf den Jahrgangsabzeichen der Absolventenjahrgänge eingraviert und steht ergänzend zu dem am folgenden Tag der Leutnante auffrischend abgeleisteten Soldaten-Gelöbnis.
Der Zeitpunkt des erstmaligen Ableisten dieses Schwurs ist unklar. Der Schriftzug „Treu bis in den Tod“ findet sich auch auf dem 1880 eingeweihten „Denkmal der 1400“ im Park der Militärakademie.

### Ausmusterung
Als feierlich begangener Endpunkt der Truppenoffiziersausbildung bildet die jährliche Ausmusterung der Truppenoffiziere den Höhepunkt des Jahres an der TherMilAk.
In einer gemeinsamen akademischen und militärischen Feier erfolgen die Verleihung des akademischen Grades „Bachelor of Arts in Military Leadership“ und der Überreichung des Beförderungsdekretes zum Leutnant. Außerdem erhalten die Leutnante den Akademiering verliehen. In einem abendlichen Festakt werden die Leutnante von der Militärakademie verabschiedet. Dabei erfolgen die Übergabe der Akademiefahne vom Ausmusterungsjahrgang an den neuen Burgherrenjahrgang und die Aufführung des Großen Österreichischen Zapfenstreiches. Ein vom Ausmusterungsjahrgang bezahltes Feuerwerk bildet den Abschluss des eindrucksvollen Festaktes. Die jüngeren Jahrgänge zollen dabei dem Ausmusterungsjahrgang als Ehrenformation in Paradeadjustierung ihren Respekt.
Der Folgetag, ein Samstag, wird als „Tag der Leutnante“ bezeichnet. Mit einem großen Festakt auf dem Maria-Theresien-Platz vor der Burg inkl. einer Rede des Bundespräsidenten als höchstem militärischem Dienstherrn und der Vorstellung der angehenden Truppen- sowie ebenfalls angetretenen Milizoffiziere gegenüber dem Bundespräsidenten werden die neuen Leutnante in die Streitkräfte übernommen.
Zu Ehren der neuen Offiziere wurde bis zum Jahr 2018 auf der Grazerstraße eine Parade abgehalten, die jedoch aus Spargründen abgeschafft wurde.

## Personelles

### Bekannte Absolventen der Militärakademie

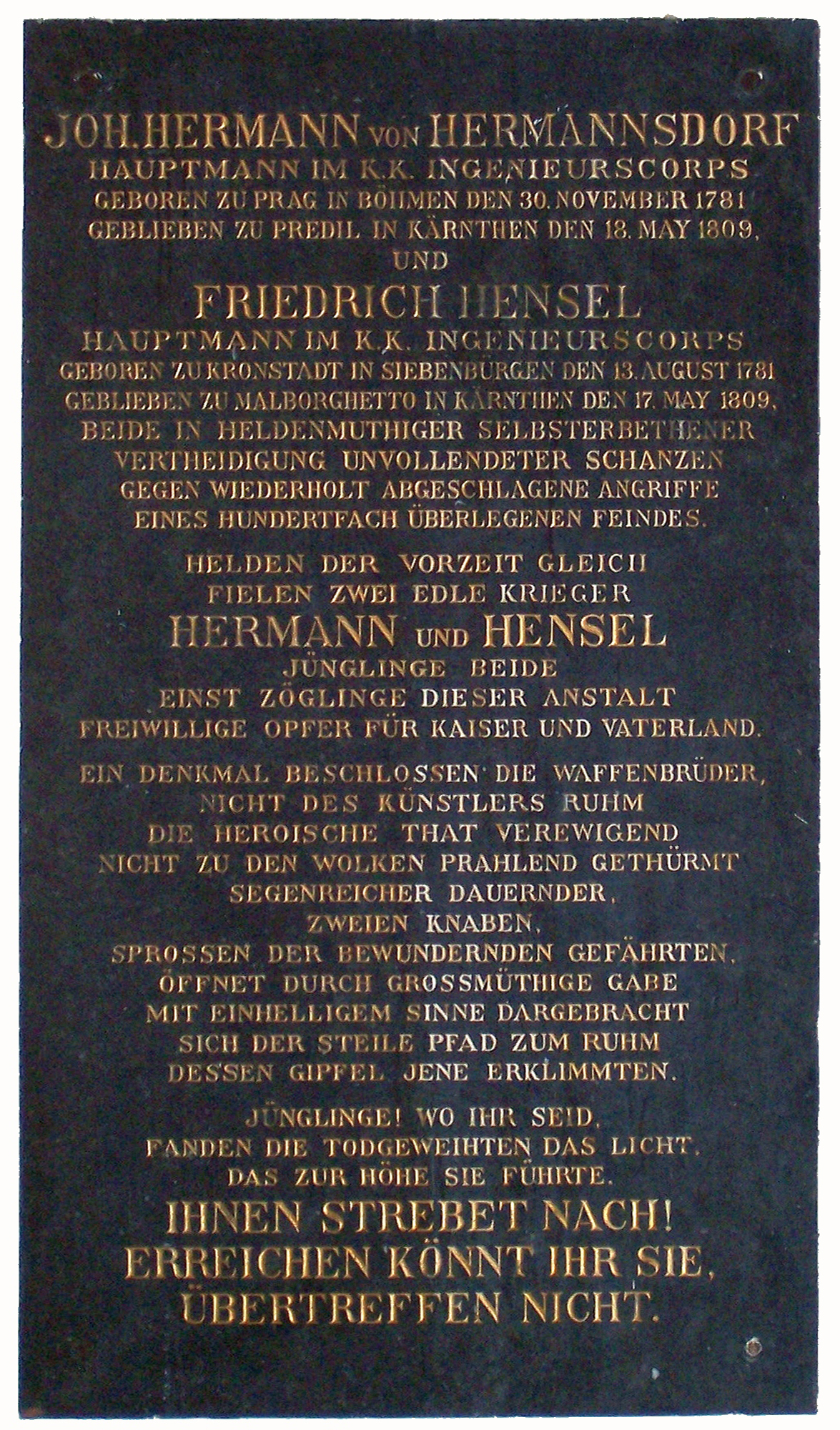
Ehrentafel im Speisesaal der MilAk zu Ehren von Friedrich Hensel sowie Johann Hermann von Hermannsdorf anlässlich der Verteidigung des Forts Malborghet am Predilpass gegen napoleonische Truppen, 1809

#### Absolventen vor 1918 (Jahr der Ausmusterung)
- Andreas von Riedel (1770)
- Joseph Christian Auracher von Aurach (1776)
- Bernhard von Keeß
- Maximilian von Wimpffen (1786)
- Francesca Scanagatta (1797)
- Kandidus Pontz von Engelshofen (1825)
- Anton Balog de Manko-Bük (1817)
- Eduard Pechmann von Massen (1830)
- Josef von Ringelsheim (1839)
- Adolf von Sacken (1847)
- Moritz Ritter von Lehmann (1854)
- Albert Freiherr von Koller (1868)
- Franz Graf Conrad von Hötzendorf (1871)
- Viktor Graf Dankl von Krasnik (1873)
- Eduard Freiherr von Böhm-Ermolli (um 1875)
- Karl Tersztyánszky von Nádas (1877)
- Valerian von Mikulicz (1877)
- Maximilian von Hoen (1887)
- Alexander Graf Wassilko von Serecki (1893)
- Robert von Srbik (1903)
- Ferdinand Cavallar von Grabensprung (1906)
- Maximilian de Angelis (1908)
- Wilhelm Cavallar von Grabensprung (1909)
- Lothar Rendulic (1910)
- Gusztáv Jány (1912, als Oberleutnant)
- Alois Windisch (1913)
- Erwin von Lahousen (1915)
- Ferenc Szálasi (1915)
- Ludwig von Benedek
- Karl Eibl
- August von Fligely
- Friedrich Hensel
- Johann Hermann von Hermannsdorf
- Rudolf Henz
- Engelbert Lap
- Alexander Löhr
- Frank Linke-Crawford
- Milan Neralić
- Julius Payer
- Karl Freiherr von Pflanzer-Baltin
- Petar Preradović
- Franz Freiherr Rohr von Denta
- Josef Freiherr Roth von Limanowa-Łapanów
- Ignaz Freiherr Trollmann von Lovcenberg

#### Absolventen nach 1918 (Jahr der Ausmusterung)
- Gordon M. Gollob (1936)
- Hubert Wingelbauer (1937)
- Karl Lütgendorf (1937)
- Lambert Konschegg (1938)
- Emil Spannocchi (1938)
- Alois Nitsch (1938)
- Karl Wohlgemuth (1938)
- Georg Gaupp-Berghausen (1939)
- Fritz Bebenroth (1944)
- Eckbert Schulz-Schomburgk (1944)
- Franz Eduard Kühnel (1964)
- Helmut Kreuzhuber (1965)
- Johann Culik (1969)
- Gunther Spath (1973)
- Edmund Entacher (1974)
- Günter Höfler (1977)
- Ernst Konzett (1978)
- Othmar Commenda (1979)
- Kurt List (1978)
- Franz Reißner (1979)
- Walter Gitschthaler (1982)
- Rudolf Striedinger (1983)
- Anton Wessely (1987)
- Christian Ségur-Cabanac
- Peter Grünwald
- Erich Wolf

### Kommandanten der MilAk (Auswahl)
- letzter kaiserlicher Kommandant Feldmarschallleutnant Guido Novak von Arienti (1917–1919), Jahrgangspate des Ausmusterungsjahrgangs 2010
- Rudolf Towarek, Generalmajor und Kommandant der Theresianischen Militärakademie von 1934 bis 1938.

#### Zweite Republik
| Dienstgrad, Name              | Dienstzeit | Bemerkung                  |
| ----------------------------- | ---------- | -------------------------- |
| Major Erwin Starkl            | 1955–1956  | 35. Kdt                    |
| Oberst Josef Heck             | 1957–1959  | Oberst dhmD; 36. Kdt       |
| Generalmajor Erich Watzek     | 1959–1971  | 37. Kdt                    |
| Generalmajor Alois Nitsch     | 1972–1980  | 38. Kdt                    |
| Divisionär Johann Philipp     | 1980–1984  | 39. Kdt                    |
| Divisionär Adolf-Erwin Felber | 1985–1999  | 40. Kdt                    |
| Divisionär Karl-Heinz Fitzal  | 1999–2003  | 41. Kdt                    |
| Generalmajor Norbert Sinn     | 2003–2013  | 42. Kdt                    |
| Brigadier Gerhard Herke       | 2013–2016  | mit der Führung beauftragt |
| Generalmajor Karl Pronhagl    | 2016–....  | 43. Kdt                    |

### Besondere mit dem Gebäude der Theresianischen Militärakademie verbundene Personen
- Der Maler Oskar Kokoschka erfuhr 1915 an der k. und k. Theresianischen Militärakademie seine Ausbildung zum Dragoner im Ersten Weltkrieg. Um Pferd und Uniform zu erwerben, verkaufte er „Die Windsbraut“, heute sein berühmtestes Werk, darstellend den Künstler mit Alma Mahler-Werfel.
- Oberst Erwin Rommel, der spätere Generalfeldmarschall, war vor dem Zweiten Weltkrieg vom 10. November 1938 bis 22. August 1939 Kommandeur einer „Kriegsschule“ (Offiziersschule) in Wiener Neustadt. Sie war im Gebäude der nach der Okkupation Österreichs sogleich aufgelösten Theresianischen Militärakademie untergebracht. Er kehrte auch nach dem Afrikafeldzug kurzzeitig nach Wiener Neustadt zurück.
- Der spätere Bundespräsident Rudolf Kirchschläger war gegen Kriegsende Lehroffizier. Als Kommandant führte er am 1. April 1945 eine gegen die sowjetischen Truppen ausgerückte Fahnenjunker-Einheit. Die Zeitschrift Profil berichtete in ihrer Ausgabe vom 21. April 2005, dass dabei innerhalb weniger Stunden 200 Kadetten getötet und mehrere hundert verwundet wurden, er selbst erlitt dabei eine schwere Beinverletzung.
- Der Historiker Friedrich Hausmann wurde 1962 für die Einrichtung des hauseigenen Museums mit dem Akademiering in Gold ausgezeichnet.

## Sonstiges
Es gibt zwei Studentenverbindungen als Hausverbindungen an der TherMilAk: Die Österreichische katholische akademische Verbindung THERESIANA (Ö.k.a.V. THERESIANA) im ÖCV und die Akademische Tafelrunde WIKING (Akad. TR! WIKING). Absolventen der Theresianischen Militärakademie können auch dem Absolventenverein Alt-Neustadt beitreten.
Seit Beginn des Krieges in der Ukraine analysiert ObstdG Markus Reisner, PhD, der Leiter der Entwicklungsabteilung der Militärakademie, auf dem Youtube-Kanal des österreichischen Bundesheeres regelmäßig ukrainische und russische Militärtaktik.